# 광합성 색소

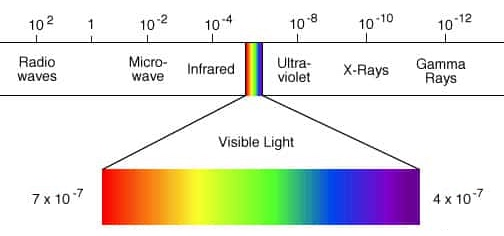
전자기 스펙트럼, 파장의 단위는 미터(m)이다.

광합성 색소(光合成色素, 영어: photosynthetic pigment)는 엽록체 또는 광합성 세균에 존재하는 색소로 광합성에 필요한 빛 에너지를 흡수하는 색소이다. 보조 색소(補助色素, 영어: accessory pigment), 엽록체 색소(葉綠體色素, 영어: chloroplast pigment), 안테나 색소(영어: antenna pigment)라고도 한다.

## 종류
광합성 색소의 종류는 다음과 같다(극성이 증가하는 순서).
- 카로틴: 주황색 색소
- 잔토필: 노란색 색소
- 페오피틴 a:[1] 회갈색 색소
- 페오피틴 b:[1] 황갈색 색소
- 엽록소 a: 청록색 색소
- 엽록소 b: 황록색 색소

엽록소 a는 6가지 색소 중 가장 흔한 색소로 광합성을 하는 모든 식물에 존재한다. 각 색소는 전자기 스펙트럼의 다른 부분에서 더 효율적으로 빛을 흡수한다. 엽록소 a는 400~450 nm 및 650~700 nm 파장의 빛을 잘 흡수하며, 엽록소 b는 450~500 nm 및 600~650 nm 파장의 빛을 잘 흡수한다. 잔토필은 400~530 nm 파장의 빛을 잘 흡수한다. 그러나 어떤 광합성 색소도 녹황색 영역의 파장의 빛은 잘 흡수하지 않는다. 흡수되지 않는 녹색 영역의 파장의 빛의 난반사는 자연에서 볼 수 있는 풍부한 녹색의 원인이다.

## 세균
식물과 마찬가지로 남세균은 광합성을 위한 전자 공여체로 물(H2O)을 사용하기 때문에 산소(O2)를 방출한다. 남세균은 또한 엽록소를 색소로 사용한다. 또한 대부분의 남세균은 엽록체의 세포질에서 생성되는 수용성 색소인 피코빌리단백질을 사용하여 빛 에너지를 흡수하여 엽록소로 전달한다. 프로클로피테스(prochlorophytes)와 같은 일부 남조류는 피코빌린 대신에 엽록소 b를 사용한다. 식물과 조류의 엽록체는 모두 남조류에서 진화해온 것으로 생각된다.
다른 여러 세균 부류들은 광합성을 하기 위해 세균엽록소(엽록소와 유사함)를 사용한다. 남세균과 달리 세균엽록소를 사용하는 세균은 산소를 생성하지 않는다. 이들은 일반적으로 전자 공여체로 물보다 황화 수소를 사용한다.
최근에 일부 해양 감마프로테오박테리아에서 매우 다른 색소인 프로테오로돕신이 발견되었다. 이것은 박테리오로돕신과 유사하며 아마도 박테리오로돕신으로부터 유래되었을 것이다. 세균성 엽록소 b는 로도슈도모나스 종으로부터 분리되었으나 그 구조는 아직 밝혀지지 않았다.

## 고세균
할로박테리아는 빛에 노출될 때 양성자 펌프로 직접적으로 작용하는 색소인 박테리오로돕신을 사용한다.

## 같이 보기
- 광합성
- 생물 색소
- 호흡 색소